# KK Kolubara
O Košarkaški klub Kolubara (em sérvio:  Кошаркашки клуб Колубара), conhecido também apenas como Kolubara, é um clube de basquetebol baseado em Lazarevac, Sérvia que atualmente disputa a 1.MLS. Manda seus jogos no Nova hala sportova com capacidade para 500 espectadores.

## Histórico de Temporadas
| Temporada | Nível | Liga  | Pos. | J     | PL | Resultado        |
| --------- | ----- | ----- | ---- | ----- | -- | ---------------- |
| 2011-12   | 3     | 1.MRL | 2    | 22-4  |    | Promovido        |
| 2012-13   | 2     | 2.MLS | 3    | 17-9  |    |                  |
| 2013-14   | 2     | 2.MLS | 3    | 17-9  |    |                  |
| 2014-15   | 2     | 2.MLS | 14   | 0-26  |    | Rebaixado        |
| 2015-16   | 3     | 1.MRL | 1    | 24-2  |    | Promovidocampeão |
| 2016-17   | 2     | 2.MLS | 10   | 9-17  |    |                  |
| 2017-18   | 2     | 2.MLS | 10   | 12-14 |    |                  |
| 2018-19   | 2     | 2.MLS | 1    | 21-5  |    | Promovidocampeão |

fonte:srbijasport.net

### Títulos
Segunda divisão
Campeão (1):2019
Terceira divisão
Campeão (1):2016
Finalista (1):2012